# 卢修斯·塔伦修斯·费尔玛努斯
卢修斯·塔伦修斯·费尔玛努斯（Lucius Taruntius Firmanus，—前86年）是一位古罗马哲学家、数学家、占星术士（也被称作塔朗地乌斯或塔鲁丢斯，但不正确）。
塔伦修斯是马库斯·特伦提乌斯·瓦罗和西塞罗的挚友，应瓦罗的请求，塔伦修斯绘制了罗慕路斯天宫图。在研究了罗马缔造者的生死情况之后，塔伦修斯推算出罗慕路斯出生于第二个奧林匹亞周期（即公元前771年）次年的3月24日（从埃及历中正确地换算出）；他还推算出，罗马建成于公元前754年10月4日的第二和第三个小时之间（普鲁塔克的日食报告；西塞罗，《论占卜》）。该日期非常接近1606年荷兰莱顿大学教授约瑟夫·尤斯图斯·斯卡利杰（Joseph Justus Scaliger）所说的日食时间。
月球上的塔伦修斯环形山就是以她的名字命名的。

## 备注
1. ↑  Anthony Grafton and Noel Swerdlow, 'Technical Chronology and Astrological History in Varro, Censorinus, and Others' （页面存档备份，存于）, Classical Quarterly, N 35 （1985）, 454–65.
2. ↑  Anthony Grafton : Joseph Scaliger. Oxford University Press, 1983. pp. 111–113  （页面存档备份，存于）